# Glory (personagem)
Glory é uma personagem fictícia dos quadrinhos, uma super-heróina com aventuras originalmente editadas pela Image Comics e mais tarde pela Awesome Comics. Foi criada por Rob Liefeld em 1993, na revista Youngblood Strikefile (vol. 1) #1. O nome verdadeiro de Glory é Gloriana Demeter, uma metade-Amazona, metade-guerreira demônia.
Glory foi uma das personagens da Image desenhada pelo brasileiro Mike Deodato, que teve histórias publicadas no Brasil pela Editora Abril.[carece de fontes?]

## Rob Liefeld
Glory foi o resultado da aliança entre Lady Demeter das Amazonas e o Lorde Demônio Silverfall (Lorde Prata, no Brasil) do Inframundo. Crescendo no mundo de sua mãe e treinada para ser uma Amazona, ela se torna a melhor guerreira de seu povo. Contudo, ela sofre para controlar sua selvageria, uma maldição "presenteada" por seu pai. Sem um lar na Amazônia ou no Inframundo, Glorianna vai para o mundo dos homens.
Durante a II Guerra Mundial, Glorianna luta ao lado dos Aliados contra os nazistas, acompanhando Supremo, outra criação de Liefeld. Ela fez parte da segunda e terceira formação da Brigada, junto com outros super-heróis.

## Alan Moore
O escritor Alan Moore trabalhou para a Image após deixar a DC Comics e passar algum tempo em editoras independentes.  Como fez com Supremo e Youngblood, Moore relançaria Glory em março de 1999 dentro da linha da Awesome Comics, explorando mitologia, aventura e romance nas histórias da super-heroína, assim como na sua série seguinte pela ABC Comics chamada Promethea.
Nessa fase, Glory assume a identidade humana de uma garçonete chamada Gloria West, buscando experiências humanas. Apenas uma revista foi publicada (#0), que depois foi republicada com duas revistas adicionais pela Avatar Press em 2001.

## Revistas
- Glory (Vol.1) #1 (março de 1995)–22 (abril de 1997)
- Brigade (vol. 2) #17 e #20
- Glory (Awesome Comics) #0
- Glory (Avatar Press) #0-2